# Кривцы (деревня, Карелия)
Кри́вцы — деревня в Пудожском районе Республики Карелия. Входит в состав Кривецкого сельского поселения.

## География
Расположена в 24 км по автодороге от города Пудож на реке Водла.

## Население
| 2002 | 2009 | 2010 | 2013 |
| ---- | ---- | ---- | ---- |
| 72   | ↘70  | ↘47  | ↘27  |

## Инфраструктура
В соседнем посёлке Кривцы находится общеобразовательная школа, фельдшерский пункт.

## Транспорт
Автодорога 86к-287.